# André Émile Léon Laffon de Ladebat
Pour les articles homonymes, voir Laffon de Ladebat.
André Émile Léon Laffon de Ladebat est un vice-amiral de la marine impériale française né le 17 janvier 1807 à Paris où il est mort le 24 mars 1874.

## Biographie
André Émile Léon Laffon de Ladebat est né à Paris le 17 janvier 1807 dans une famille d’armateurs bordelais : il est le petit-fils du député abolitionniste André-Daniel Laffon de Ladebat. À sa sortie de l'École polytechnique en 1826, il opte pour la Marine. Il est aspirant le 1er novembre 1828, enseigne de vaisseau le 31 décembre 1830, lieutenant de vaisseau le 10 avril 1837 à Toulon et fait Chevalier de la Légion d'honneur.
Au 1er janvier 1841, il est chargé de la 148e compagnie sur le vaisseau de 100 canons Hercule en Méditerranée. De 1843 à 1845, il commande la Mésange sur les côtes occidentales d'Afrique et favorise l'installation des premiers établissements français au Gabon. En 1846, sur le Descartes, il sert en Escadre d'évolutions. 
Laffon de Ladebat est fait capitaine de frégate le 21 février 1847 et sert jusqu'en 1852 à la Station du Brésil et de la Plata comme Chef d'État-Major. Il est nommé capitaine de vaisseau le 11 juin 1853 puis fait officier de la Légion d'Honneur. Il commande la Ville-de-Marseille en 1854 puis le vaisseau Napoléon en 1855. Capitaine de pavillon de l'amiral Charner, il se distingue lors des combats autour de Sébastopol.
En 1856, il est nommé membre de la Commission de tactique navale puis fait commandeur de la Légion d'Honneur le 14 mars 1857. En 1858, il est membre du Conseil des travaux de la Marine et, en 1859, Commandant du Tourville, à Cherbourg. Chef d'État-Major de l'amiral Charner, chef de la division des Mers de Chine et du Japon, il se distingue lors des opérations de Peï-Ho. Chef d'état-major des forces de terre et de mer en Cochinchine, il prend part aux attaques de Kin Hoa et Mytho ; il est alors promu contre-amiral le 10 août 1861.
En 1862, il est Major général du 3e arrondissement maritime à Lorient. De 1864 à 1866, plaçant son pavillon à bord de l'Armorique, Laffon de Ladebat commande la Division des côtes occidentales de l'Afrique et gouverne conjointement les Établissements français de la Côte de l'Or et du Gabon. En 1867, il commande la Division navale des côtes d'Italie, lors des conflits entre le Royaume du Piémont et les États pontificaux. 
Il est fait vice-amiral le 12 février 1868. Membre du Conseil d'Amirauté, il est nommé Directeur du personnel militaire de la flotte au Ministère de la Marine. Il doit cesser ses fonctions à 63 ans à la suite d'un grave accident. Il meurt à Paris le 24 mars 1874.
Son neveu Gaston Peyrouton Laffon de Ladebat, capitaine de frégate, commandait l'aviso Le Renard lorsque ce navire disparut en mer dans un typhon au large d’Aden le 4 juin 1885.

## Sources et bibliographie
- « Cote LH/1434/3 », base Léonore, ministère français de la Culture
- Étienne Taillemite, Dictionnaire des marins français, Paris, Tallandier, 2002 (ISBN 978-2-84734-008-2, BNF 38887742)